# 대한민국 민법 제650조
대한민국 민법 제649조는 임대차의 의의에 대한 민법조문이다.  독일민법올 모범으로 하여 임대인 법정질권을 도입하였으나 독일민법과 다르게 건물에 부속한 동산 및 압류라는 요건을 규정하고 있는바, 로마시대로부터 발전해 온 비점유질의 임대인 법정질권과는 다른 형태로 변질되어 적용되고 있다.

## 조문
제650조(임차건물등의 부속물에 대한 법정질권) 건물 기타 공작물의 임대인이 임대차에 관한 채권에 의하여 그 건물 기타 공작물에 부속한 임차인소유의 동산을 압류한 때에는 질권과 동일한 효력이 있다.

第618條(賃貸借의 意義) 賃貸借는 當事者 一方이 相對方에게 目的物을 使用, 收益하게 할 것을 約定하고 相對方이 이에 對하여 借賃을 支給할 것을 約定함으로써 그 效力이 생긴다.

## 참고 문헌
- 오현수, 일본민법, 진원사, 2014. ISBN 9788963463452
- 오세경, 대법전, 법전출판사, 2014 ISBN 9788926210277
- 이준현, LOGOS 민법 조문판례집, 미래가치, 2015. ISBN 9791155020869

## 같이 보기
- 임대차